# Iluri
Gli iluri, noti anche come ilidi o sali interni, sono composti organici caratterizzati da una separazione di carica tra atomi vicinali, che conferisce loro una particolare reattività.

Formalmente derivano da un carbene e da una molecola contenente un atomo di fosforo o zolfo con orbitali 3d vuoti a bassa energia, quindi tioeteri e alchil-aril fosfine.
R2C: + XR3 → RC−−X+R3
Le ilidi sono stabilizzate dalla risonanza con la forma col doppio legame (ilene):
RC−−X+R3 ↔ RC=XR3
Si possono ottenere ilidi anche dai nitreni:
RN: + SR2 → [RN−−S+R2 ↔ RN=SR2]
Le ilidi di fosforo (reattivi di Wittig) possono anche essere preparate per reazione con una base riducente di un sale di fosfonio. Come basi vengono solitamente usati l'idruro di sodio e gli alchili di litio.